# Panvel
Panvel es una ciudad y  municipio situada en el distrito de Raigad en el estado de Maharashtra (India). Su población es de 180020 habitantes (2011). Se encuentra a orillas del río Gadhi, a 35 km de Bombay y a 105 km de Pune.

## Demografía
Según el censo de 2011 la población de Panvel era de 180020 habitantes, de los cuales 92484 eran hombres y 87536 eran mujeres. Panvel tiene una tasa media de alfabetización del 93,89%, superior a la media estatal del 82,34%: la alfabetización masculina es del 95,97%, y la alfabetización femenina del 91,71%.

## Clima
| Parámetros climáticos promedio de Panvel | Parámetros climáticos promedio de Panvel | Parámetros climáticos promedio de Panvel | Parámetros climáticos promedio de Panvel | Parámetros climáticos promedio de Panvel | Parámetros climáticos promedio de Panvel | Parámetros climáticos promedio de Panvel | Parámetros climáticos promedio de Panvel | Parámetros climáticos promedio de Panvel | Parámetros climáticos promedio de Panvel | Parámetros climáticos promedio de Panvel | Parámetros climáticos promedio de Panvel | Parámetros climáticos promedio de Panvel | Parámetros climáticos promedio de Panvel |
| Mes                                      | Ene.                                     | Feb.                                     | Mar.                                     | Abr.                                     | May.                                     | Jun.                                     | Jul.                                     | Ago.                                     | Sep.                                     | Oct.                                     | Nov.                                     | Dic.                                     | Anual                                    |
| ---------------------------------------- | ---------------------------------------- | ---------------------------------------- | ---------------------------------------- | ---------------------------------------- | ---------------------------------------- | ---------------------------------------- | ---------------------------------------- | ---------------------------------------- | ---------------------------------------- | ---------------------------------------- | ---------------------------------------- | ---------------------------------------- | ---------------------------------------- |
| Temp. máx. media (°C)                    | 29.4                                     | 30                                       | 32                                       | 33.5                                     | 34.2                                     | 32.4                                     | 29.9                                     | 29.8                                     | 30.2                                     | 32.3                                     | 32.1                                     | 30.7                                     | 31.4                                     |
| Temp. media (°C)                         | 23.4                                     | 24.2                                     | 26.7                                     | 28.8                                     | 30.3                                     | 29.3                                     | 27.4                                     | 27.2                                     | 27.3                                     | 27.9                                     | 26.5                                     | 24.6                                     | 27                                       |
| Temp. mín. media (°C)                    | 17.7                                     | 18.4                                     | 21.5                                     | 24.2                                     | 26.4                                     | 26.2                                     | 25                                       | 24.6                                     | 24.4                                     | 23.1                                     | 21                                       | 18.6                                     | 22.6                                     |
| Lluvias (mm)                             | 1.3                                      | 1.3                                      | 0.3                                      | 1.8                                      | 17                                       | 484.6                                    | 1073.9                                   | 676                                      | 369.6                                    | 93.7                                     | 18                                       | 3.1                                      | 2740.6                                   |
| Días de lluvias (≥ 1 mm)                 | 0.2                                      | 0.1                                      | 0.1                                      | 0.1                                      | 0.9                                      | 15.7                                     | 27.3                                     | 25.4                                     | 16                                       | 4.4                                      | 1                                        | 0.2                                      | 91.4                                     |
| Fuente: Climate Dat                      |                                          |                                          |                                          |                                          |                                          |                                          |                                          |                                          |                                          |                                          |                                          |                                          |                                          |